# گلدان نقره‌ای
گلدان نقره‌ای (نام علمی: Aechmea fasciata) گونه‌ای گیاه گلدار است که در تیره آناناسیان قرار دارد. گلدان نقره‌ای	گیاهی دائمی و ریزوم‌دار به ارتفاع ۴۰ و پهنای ۵۰ سانتیمتر است، دارای برگ‌های نواری شکل با خطوط نقره‌ای رنگ بوده و گل‌های آن در میانه تابستان تا اوایل زمستان به رنگ آبی با براکته‌های صورتی رنگ ظاهر می‌شوند. بهترین راه تکثیر گیاه از طریق گیاهچه‌های کوچک است. هنگامی که این گیاهچه‌ها تقریباً به نصف اندازه گیاه مادر رشد کردند، آن‌ها را می‌توان کاملاً از نزدیک گیاه مادر با یک چاقوی تیز قطع نموده و در گلدان جداگانه کاشت و از آن‌ها مراقبت نمود تا ریشه داده و بزرگ شوند. تکثیر آن‌ها از راه بذر مشکل و خیلی طولانی است ولی ممکن است.